# Seulo
Seulo (sardinsky: Seùlu) je italská obec (comune) v provincii Sud Sardegna v regionu Sardinie. Nachází se ve výšce 797 metrů nad mořem a má 783 obyvatel. Rozloha obce je 58,79 km².